# NFDI4Chem
NFDI4Chem, kurz für Chemistry Consortium in the NFDI, ist ein Konsortium in der Nationalen Forschungsdateninfrastruktur (NFDI) für das Wissensgebiet der Chemie. Das NFDI4Chem-Konsortium besteht aus 24 Partnerinstitutionen. Die Sprecherorganisation ist die Friedrich-Schiller-Universität Jena.

## Ziele
Das übergeordnete Ziel ist der Aufbau und die Pflege einer nationalen Forschungsdateninfrastruktur für den Forschungsbereich Chemie in Deutschland und die Ermöglichung innovativer Dienstleistungen und Wissenschaft auf Basis von Forschungsdaten. 
Das Konsortium will der Chemie-Gemeinschaft ein ganzheitliches Konzept für den Umgang mit Forschungsdaten zur Verfügung stellen. Dabei stehen zunächst Daten zu Molekülen und Reaktionen und Daten zur Molekül- bzw. Materialcharakterisierung im Mittelpunkt, die sowohl experimentell als auch theoretisch erhoben worden sein können.  Dabei stützt sich die Arbeit auf die Integration der bestehenden Leuchttürme des Forschungsdatenmanagements (FDM) im Bereich der chemischen Forschung, sie schließt Lücken sowohl in der Repository-Landschaft als auch in den zugrundeliegenden Standards, entwickelt und verbreitet leistungsstarke Werkzeuge, um eine frühzeitige digitale Daten- und Metadatenerfassung im Labor zu ermöglichen, und entwickelt ein Schulungsprogramm für Chemiker, um die in NFDI4Chem entwickelten Konzepte zu verstehen und zu übernehmen.
Wichtige, bereits erreichte, Meilensteine sind die Bereitstellung eines elektronischen Laborbuchs: Chemotion ELN, einer Suchmaschine für bislang über 90.000 chemische Datensätze, dem Repository RADAR4Chem, einem Terminologie-Service  und einer umfangreichen Knowledge Base inkl. Helpdesk.

## Aufgabenbereiche und Services
NFDI4Chem besteht aus sechs Aufgabenbereichen.
- Task Area 1: Management and Coordination
- Task Area 2: Smart Laboratory (Smart Lab)
- Task Area 3: Repositories
- Task Area 4: Metadata, Data Standards and Publication Standards
- Task Area 5: Community Involvement and Training
- Task Area 6: Synergies

## Geschichte
NFDI4Chem startete im April 2018 als Initiative von Chemikern aus ganz Deutschland, als Reaktion auf das erste Positionspapier des Rat für Informationsinfrastrukturen zum Aufbau einer nationalen Forschungsdateninfrastruktur für Deutschland. Das Ziel war bereits von Beginn an ein breites Spektrum von Nutzergemeinschaften der Chemie in Deutschland eingebunden. Zahlreiche Vertreter von Forschungseinrichtungen, Infrastruktureinrichtungen, Rechenzentren, Fachgesellschaften und anderen Stakeholdern haben wichtige Beiträge zur Entwicklung von NFDI4Chem geleistet. Im Herbst 2019 wurde das Konsortium mit seinem Sprecher, Co-Sprecher und Teilnehmern formell gegründet. Am 26. Juni 2020 wurde NFDI4Chem gemeinsam mit acht weiteren Konsortien durch einen Förderentscheid der Gemeinsamen Wissenschaftskonferenz (GWK)  in der ersten Antragsrunde bewilligt.
Unterstützt wird NFDI4Chem von der  Gesellschaft Deutscher Chemiker (GDCh), der  Deutschen Bunsen-Gesellschaft für Physikalische Chemie (DBG) und der  Deutschen Pharmazeutischen Gesellschaft (DPhG), die zusammen rund 40.000 Mitglieder repräsentieren.  Die NFDI4Chem-Gemeinschaft umfasst darüber hinaus viele weitere aktive Partner. NFDI4Chem wird von der antragstellenden Institution Friedrich-Schiller-Universität Jena geleitet.